# Aspilota daemon
Aspilota daemon är en stekelart som beskrevs av Stelfox och Graham 1948. Aspilota daemon ingår i släktet Aspilota och familjen bracksteklar. Inga underarter finns listade.